# Stuart Hall (sociologue)
Pour les articles homonymes, voir Stuart Hall et Hall.
Stuart Hall, né le 3 février 1932 à Kingston en Jamaïque, et mort le 10 février 2014 à Londres,  est un sociologue qui compte parmi les figures centrales des études culturelles britanniques. 

## Biographie
Né en 1932 à Kingston en Jamaïque, il fait ses études à Oxford à partir de 1951, pour devenir ensuite fondateur et rédacteur en chef de la New Left Review. Hall prend, en 1968, la direction du Centre for Contemporary Cultural Studies (en) à Birmingham. Jusqu’à son départ pour la populaire Open University en 1979, Hall contribue à bon nombre d’études, publiées notamment sous forme de "working papers". Depuis sa retraite en 1997, Hall a dirigé l’Institute for International Visual Arts à Londres et resta un intellectuel écouté dans le débat politique en Grande-Bretagne. Considéré comme l'un des sociologues les plus importants du Royaume-Uni, il n'a cependant été traduit que tardivement en français, à partir de 2007.

## Pensée
Certains de ses articles les plus importants, parmi lesquels Nouvelles ethnicités, Les Cultural Studies et leurs fondements théoriques ou La redécouverte de l'idéologie, ont été traduits en français et publiés en 2007 dans un ouvrage intitulé Identités et cultures. Politiques des Cultural Studies. Les travaux de Hall croisent la sociologie des médias, la critique marxiste, les cultural studies ou les études postcoloniales et se penchent notamment sur les rapports entre culture, pouvoir et identité culturelle.
Les travaux de Stuart Hall portent sur le conflit dans la domination ainsi que sur la question de l’hégémonie dans les Cultural Studies.
Dans les années 1970, Stuart Hall succède à Richard Hoggart comme directeur du Centre for Contemporary Cultural Studies. Son origine jamaïcaine, son ralliement au marxisme et son rejet du magistrat intellectuel et de l’élitisme en font un universitaire au parcours atypique. 
Son modèle « encodage / décodage » est considéré comme une sorte de manifeste fondateur des Cultural Studies considérant que les cultures populaires ont des systèmes de valeurs et des univers de sens propres. Son apport majeur est de poser la culture comme un lieu de conflits et de réfuter l’idée d’une correspondance absolue entre le moment de la production (l’encodage) et celui de la réception (le décodage).      
Stuart Hall, un portrait intellectuel de Stuart Hall coécrit par Éric Macé, Éric Maigret et Mark Alizart, a été publié en 2007.

### Processus communicationnel composé de moments distincts
Stuart Hall souligne les limites du schéma de l’information mathématique de Claude Shannon (émetteur-message-récepteur) : celui-ci se focalise sur l’échange des messages et néglige les structures de relations formant des moments distincts du processus communicationnel. Il propose une autre approche : « appréhender le processus communicationnel comme une structure produite et entretenue par l’articulation de moments liés entre eux, mais distincts –production, circulation, distribution/consommation, reproduction ».
Cette approche s’inspire de la production des marchandises telle que Karl Marx l’envisage et présente pour l’auteur un atout précieux : elle prend à la fois en compte la continuité du processus et la spécificité de chacun de ses moments. 
La production au sein des médias est régie par un ensemble de pratiques résultant des rapports sociaux de production. Le produit prend la forme d’un discours obéissant à des codes permettant au langage de signifier. Par exemple, un évènement est traduit sous la forme discursive pour passer de la source au récepteur. C’est le codage ou la production. Le discours circule au sein de l’espace public et est distribué aux différents publics. Au moment de la consommation, il s’articule aux pratiques sociales de ces derniers, de sorte qu’il est transformé en un sens nouveau. Ainsi, nécessaire mais possédant ses modalités et ses conditions d’existence particulières, chacun des moments peut-il rompre le processus communicationnel. Par différentes formes de retours (feedbacks), la circulation et la réception sont « réincorporés » dans le processus communicationnel. S’ils ne sont pas identiques, le moment de la production et le moment de la réception sont liés : ce sont différentes étapes d’un tout formé par les rapports sociaux à l’intérieur du processus de communication. 
Le codage et le décodage du sens sont donc deux moments distincts et spécifiques : dans un moment "déterminé", la structure emploie un code et génère un message ; à un autre moment déterminé, le message, par l’intermédiaire de ses décodages, débouche sur la structure des pratiques sociales.
Ils peuvent ne pas coïncider lorsque les codes du producteur qui code et du récepteur qui décode sont asymétriques.

### Codage du signe télévisuel
L’auteur expose la spécificité du signe télévisuel : il fait intervenir deux codes (visuel et auditif) et il est iconique au sens peircien (le signe possède certaines propriétés du référent). Il semble donc traduire fidèlement la réalité. Loin d’être transparent, le signe télévisuel résulte au contraire d’une mise en forme discursive. 
Stuart Hall insiste, en effet, sur le caractère construit des signes : même ceux qui semblent les plus naturels, comme le signe télévisuel, relèvent d’un code discursif. L’impression de transparence provient de l’accoutumance qui s’opère lors d’une équivalence entre le codage et le décodage. Les codes n’en sont pas moins des conventions arbitraires mettant en forme la signification à partir de l’articulation du signe au référent qu’il désigne.   
C’est au niveau de la connotation du signe qu'est le conflit pour le sens : c’est à ce niveau que les idéologies agissent sur la production du sens. La dénotation n’est pas non plus à l’abri de l’idéologie : « On pourrait dire que sa valeur idéologique est fortement fixée – tant elle est devenue universelle et ‘’naturelle’’ ». La connotation et la dénotation sont donc deux niveaux différents de rencontre entre les idéologies et le discours. Mais c’est au niveau connotatif que les «transformations» sur le sens sont les plus «actives» : la dénotation est davantage circonscrite par des codes complexes alors que la connotation est plus ouverte et donc plus propice à une exploitation polysémique. Elle met en relation les signes avec les systèmes de classification de la réalité sociale propre à chaque culture et cristallisant l’ensemble « des sens, pratiques, usages, pouvoirs et intérêts sociaux ».
Pour Stuart Hall, chaque société opère une classification de la réalité sociale constituant « un ordre culturel dominant », de sorte que tous les domaines sont hiérarchisés selon des « sens dominants ou préférés » par rapport auquel toute nouveauté va être évaluée. Ces significations préférentielles portent l’empreinte de l’ordre dominant et ont fait l’objet d’une institutionnalisation. Elles expriment donc « la hiérarchie des pouvoirs et des intérêts, la structure de légitimation, les limites et les sanctions » d’une société particulière. 
Toutefois, ces significations préférentielles ne sont pas totalement closes, de sorte que le processus communicationnel ne se réduit pas à une imposition d’un sens dominant rattachant tout élément visuel à des règles préétablies. Il relève de « règles performatives » cherchant à faire prévaloir un domaine de signification sur un autre par le biais d’un travail d’interprétation permettant le décodage.  

### Décodage du signe télévisuel
Ce travail peut donner lieu à une distorsion de sens entre celui qui est codé par les producteurs dans les émissions et celui qui est décodé par les téléspectateurs. Hall insiste sur le fait que cet écart a été expliqué par le phénomène de la « perception sélective », c’est-à-dire une pluralité d’interprétations individuelles et personnalisées. Il critique cette explication : le codage pose un certain nombre de jalons encadrant le sens au sein duquel les décodages opèrent, de sorte que le public ne peut pas laisser libre cours à son interprétation, il ne peut pas lire n’importe quelle signification dans n’importe quel contenu. « Un certain degré de réciprocité » est nécessaire entre le codage et le décodage, sinon il deviendrait impossible de parler de processus communicationnel. Cette réciprocité est construite : elle résulte de l’articulation du codage et du décodage. Le producteur du message encode un sens dominant mais rien ne garantit que c’est ce sens qui sera décodé par le récepteur. 
Il émet trois hypothèses exploratoires en distinguant trois types de décodage : hégémonique, négocié et oppositionnel. 
Le décodage hégémonique est conforme au sens dominant. Le spectateur utilise le même code que le producteur et sa lecture accepte directement et totalement le sens codé. Le code utilisé par les professionnels entre dans cette catégorie. Bien que relevant de pratiques et références qui leur sont propres, lorsqu'ils codent un message ayant « déjà été signifié » de façon hégémonique les professionnels le font en adéquation avec les significations préférentielles de la société, et cela de façon inconsciente. 
Le décodage négocié consiste à accepter certains éléments du code dominant et à en refuser d’autres. L’acceptation  de la légitimité du sens hégémonique se fait à un niveau général, et la contestation se fait à un niveau local, corporatiste. 
Stuart Hall donne un exemple : un ouvrier peut accepter le bien-fondé d’une loi visant à limiter le droit de grève au nom de l’intérêt général et à un niveau particulier le contester lorsqu’il décide de se mettre en grève pour défendre ses intérêts. 
Le décodage oppositionnel opère en rupture totale avec le sens dominant. Le récepteur utilise un autre cadre de référence pour lire le message : le téléspectateur d’un débat décodant toute référence à « ‘’l’intérêt national’’ en terme ‘’d’intérêt de classe’’ ».  
Plusieurs études empiriques valident ces hypothèses, et notamment le travail de David Morley sur le magazine d’actualités Nationwide. Il effectue une étude en réception à partir de 29 groupes de téléspectateurs, qui lui permet de montrer que la lecture du programme diffèrent en fonction du milieu social, de l’âge et du sexe. Toutefois, cette étude met également en péril le modèle de Stuart Hall en montrant qu’il repose de façon implicite sur une lecture du rapport aux médias en termes de classe sociale : l’ordre dominant et bourgeois, les fractions intermédiaires ayant un système de valeur subordonné et les partis subversifs se référant à un système de valeur radical. L’approche de Morley fait progressivement intervenir d’autres variables : l’âge, le sexe et l’éthnicité, de sorte qu’un décodage oppositionnel dans un domaine peut rester cohérent avec un décodage dominant dans un autre. 
Cela a conduit la majorité des Cultural Studies des années 1980 à un relativisme interprétatif confondant les ressources culturelles critiques intervenant au cours de la réception avec un pouvoir populaire résistant aux idéologies et au pouvoir des dominants. Ainsi, comme l’explique Eric Macé, on a confondu les tactiques dérobant ponctuellement des parts d’autonomie avec de réelles capacités de modifier les conditions d’existence.[réf. souhaitée]